# Бральсторф
Бральсторф (нем. Brahlstorf) — община в Германии, в земле Мекленбург-Передняя Померания.
Входит в состав района Людвигслуст. Подчиняется управлению Бойценбург-Ланд.  Население составляет 716 человек (на 31 декабря 2010 года). Занимает площадь 21,95 км².
Коммуна подразделяется на 2 сельских округа.